# Histoire de Thénia
 (novembre 2014).
- Si vous ne connaissez pas le sujet, laissez ce bandeau (vous pouvez alors contacter les auteurs).
- Si vous supprimez le contenu mis en cause (vous pouvez préalablement contacter les auteurs),

argumentez précisément cette suppression dans la page de discussion
(un manque de référence n'est pas un argument ; une recherche réelle de référence doit avoir été effectuée, être formellement documentée).
 (novembre 2014).
 (novembre 2014).
Si vous disposez d'ouvrages ou d'articles de référence ou si vous connaissez des sites web de qualité traitant du thème abordé ici, merci de compléter l'article en donnant les références utiles à sa vérifiabilité et en les liant à la section « Notes et références ».
Pour les articles homonymes, voir Thénia (homonymie).
La région de Thénia dans la wilaya de Boumerdès en Algérie a vu se succéder de nombreuses époques historiques.

## Firmus
Le roi (Agellid) Nubel, de la tribu Jubalienne, en avait fait sa capitale (Soumâa) vers le IVe siècle de notre ère au début de l'an 300. Le fils aîné de Nubel, qui s'appelait Firmus, succédera à son père.
Le roi (Agellid) Nubel régnait, à partir de sa citadelle (Soumâa) de Thénia, sur les territoires de l’Ouest : Alger (Icosium), Tipaza, Cherchell jusqu’à Ténès.
Les enfants de Nubel portaient soit des prénoms berbères tels que Sammac, Mazuca, Mascicel, soit romains comme Firmus.
C’est vers 372 que Firmus se révolta contre les Romains, et souleva toute la occidentale de la région qu'il gouverne.
Firmus s’empara ainsi de 2 villes importantes : Césarée (Cherchell) et Icosium (Alger).
Après ces quelques succès, Firmus fut forcé de se donner la mort en 372 ou 375 après avoir été défait par Théodose l'Ancien grâce à l'aide que lui apporta Gildon.
La citadelle (Soumâa) sur le site de l'actuelle Thénia était encore intacte à l'arrivée des Français le 17 mai 1837. Ses matériaux ont été utilisés par les colons européens pour la construction des immeubles et monuments publics de l'ancienne Ménerville. Cette citadelle présentait la particularité, assez rare, de la défense fixe du Col des Béni Aïcha en avant du massif des Khachna.

## Période berbéro-arabe
La période berbéro-arabe en Algérie s'étend de 647 à 1515.
La région de Thénia, ayant été peuplée par des amazigh depuis le paléolithique, a vu une tribu arabe Hilalienne descendant de Khachine ibn Yazid ibn Aïssa ibn Zoughba ibn abi Rabîa ibn Nahik ibn Hilal venir se greffer en 1050 à l'ouest du "Col des Béni Aïcha" dans la plaine de Khachna.
Ces Hilaliens ont apporté avec eux une langue arabe bédouine qui fut introduite dans la Mitidja (Méridja) au XIe siècle par leurs tribus car ce sont elles, en effet, qui ont véritablement arabisé une grande partie des Berbères de la Basse Kabylie.
Ainsi, la pénétration des Hilaliens dans la Mitidja (Méridja) a été favorisée par les Zirides recherchant leur alliance pour combattre leurs cousins Hammadides.

## Période turque
La régence d'alger surnommé par certains "présence turque en Algérie" s'étend de 1515 à 1830.
Durant cette longue période de trois siécles, le massif montagneux à l'est de la plaine de Khachna a vu la zone de l'Oued Zeythoun devenir presque entièrement habitée par des Kouloughlis (Courouglis) descendant de ceux qui y furent exilés par un Dey d'Alger en 1776.

## Période française
La présence française en Algérie s'étend de 1830 à 1962.

### Conquête de la Mitidja

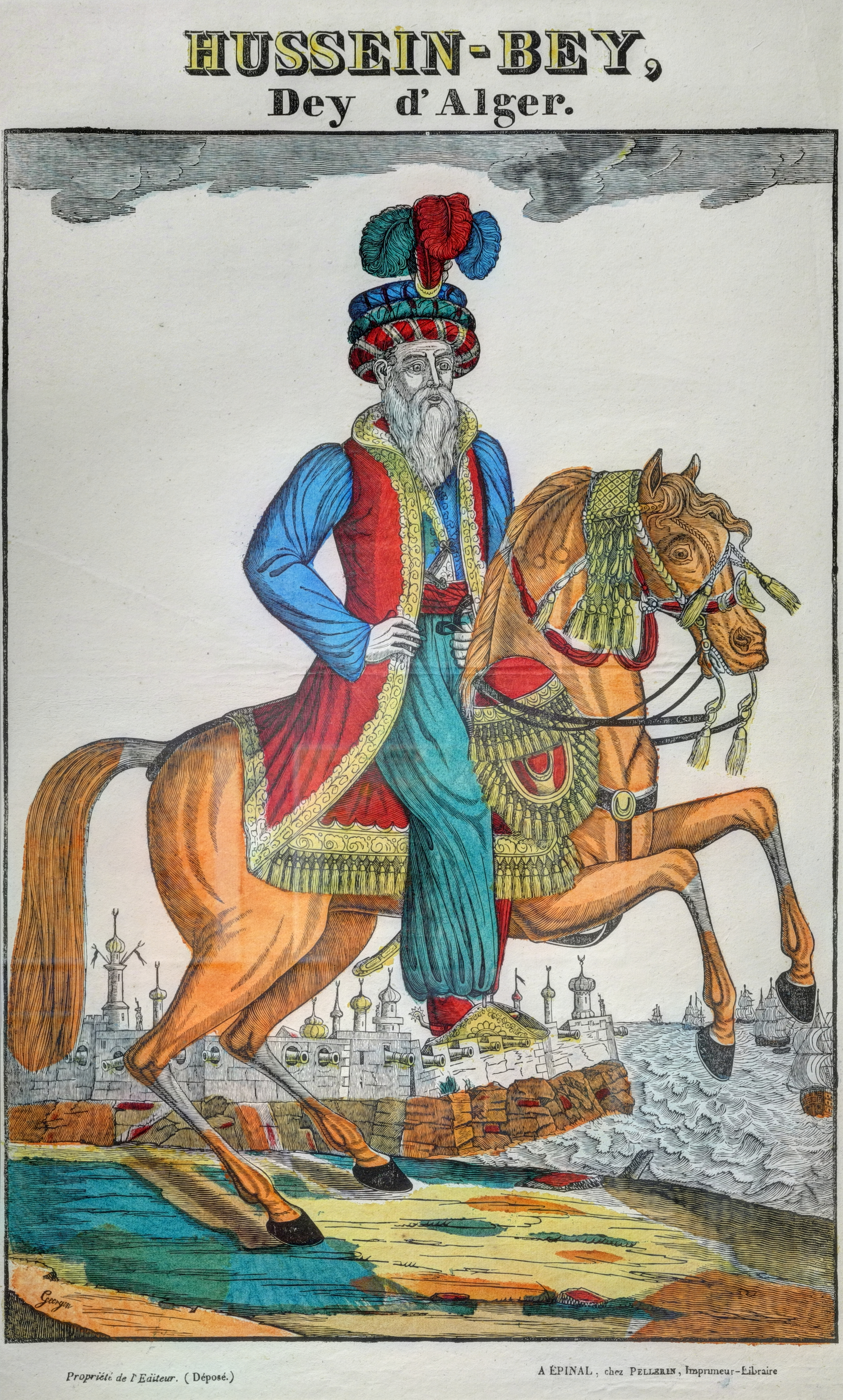
Hussein Dey (1765 - 1838)

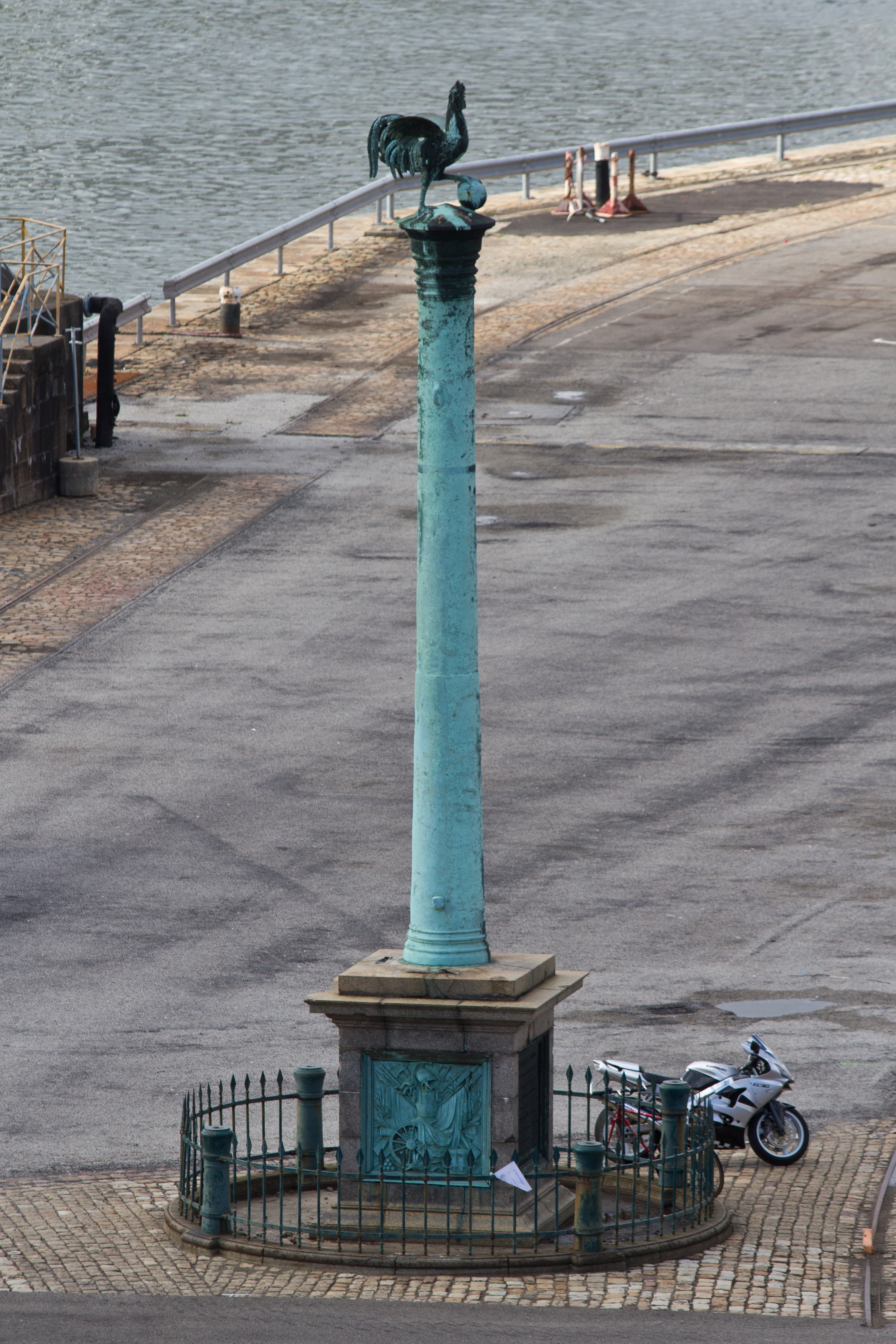
Mortier Baba Merzoug d'Alger (Couleuvrine, La Consulaire) au port de Brest depuis 1833

Cette période s'étend de 1830 avec la chute d'Alger, (gouvernée par Hussein Dey), jusqu'à la campagne de Constantine en 1837.
La presse française de l'époque a permis de noter les événements liés au début de la conquête française d'Alger et de la Mitidja, et qui s'étendra peu après vers le col des Béni Aïcha autour du hameau de Thénia.
Thénia avait été épargnée durant les premières années de la présence française en Algérie de toute expédition militaire, car la priorité à Alger en 1832 était de pacifier la région de l'ouest s'étendant jusqu'à Oran sous le commandement du Général Pierre François Xavier Boyer.
Les relations des gouvernants d'Alger avec les Kabyles et Arabes]autour de la Mitidja continuaient à être bonnes, car les Cheikhs de tribus ramenaient les déserteurs de la légion étrangère quand il y en avait. En même temps, La population européenne en Algérie s'accroissait de plus en plus pour atteindre au 30 avril 1832 le nombre de 3786 individus. Les dignitaires français commençaient à acquérir des propriétés dans la Mitidja autour d'Alger, comme ce fut le cas du Maréchal Clauzel. Au même moment, l'administration centrale du pouvoir d'Alger est passée d'une intendance civile pour entrer dans les attributions du ministère de la guerre pour concentrer les pouvoirs afin d'opérer avec plus de vigueur et de promptitude, et éviter la division des pouvoirs et les conflits d'autorité. Mais l'insoumission de plus de 50 soldats et de quelques officiers de la légion étrangère en Algérie durant le 2e trimestre de 1837 était un phénomène étrange, car ces insoumis se ralliaient aux tribus locales. Le passage de pouvoir en juillet 1832 entre Gentil de Bussy, intendant civil, et la nouvelle autorité militaire concentrée entre les mains du Duc de Rovigo avait pour but de réaliser un plan préparatoire de colonisation conçu depuis longtemps. Ce travail préparatoire consistait à choisir l'emplacement de 3 villages dans la Mitidja sur les principales routes, sous la protection des camps retranchés, pourvus de terres excellentes et suffisamment arrosées. La distribution de ces terres aux colons français devait assurer non seulement leur bien-être, mais aussi contribuer encore à la sûreté des routes près desquelles les villages allaient être établis, et rendre ainsi la fourniture des marchés d'Alger indépendante des événements qui pouvaient arriver au-delà des limites de l'occupation en 1832. Au fur et à mesure de l'arrivée de nouveaux colons dans la Mitidja, le plan de colonisation devait faire le choix d'emplacements propres à les établir d'une manière convenable.
Entre-temps, le Dey d'Alger était arrivé de Livourne à Nice le 9 novembre 1832 pour y résider temporairement. Ce dernier Dey d'Alger nommé Hussein Bacha est né vers 1765 à Smyrne en Turquie et décédé en 1838 à Alexandrie en Égypte.

### Pacification de la Kabylie
Cette période s'étend de 1837 à 1857.

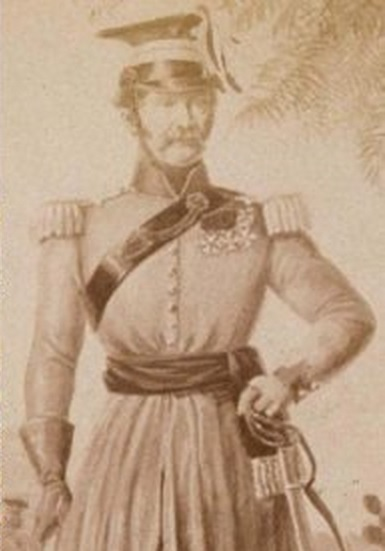
Le colonel Maximilien Joseph Schauenburg

Durant cette période, la ville de Thénia s'appelait à l'origine Tizi Naïth Aïcha (en arabe Theniet Beni Aïcha), ce qui signifie en berbère « col des enfants d'Aïcha ».
Mais lors de la conquête de l'Algérie par la France, les tribus des Béni Aïcha avaient entretenu des rapports de courtoisie avec le gouvernement français à Alger distante d'eux de plus de 53 kilomètres, et ce de 1830 à 1837.
En effet, jusqu'après 1835, les tribus des Béni Aïcha ne demandaient que la paix dans leur territoire à l'est d'Alger.
Et ce n'est que dans la nuit du 17 au 18 mai 1837 que des troupes françaises arrivèrent à Thénia sous le commandement du colonel Maximilien Joseph Schauenburg, à la suite d'un incident.
Le colonel de Schauenburg a rencontré à Thénia les kabyles des Béni Aïcha (parmi les younes et benyounes) qui ont cherché à lui en disputer le passage sur toutes les hauteurs qui ont été enlevées au pas de charge par ce 2e léger.
Les pertes de cette colonne se sont alors élevées à 3 morts dont deux officiers et 21 blessés, alors que les Kabyles des Béni Aïcha avaient déploré 18 morts durant les deux journées du 18 et 19 mai 1837.
L'expédition vers Thénia aux ordres du colonel Schauenburg, faite du 17 au 19 mai 1837, était rentré au bivouac retranché de Corso (rivière en avant de Réghaïa), après avoir tué beaucoup de kabyles et eu 22 soldats morts dans sa colonne.

### Guerre d'indépendance de l'Algérie
Cette période s'étend de 1954 à 1962.

### Commune de Thénia
C'est le 30 novembre 1874 qu'un décret a érigé en commune de plein exercice la région de Thénia dans le Col des Béni Aïcha, présidée par le maire Antoine Lestourgy (Lestourgie, Lesturgie) dont la profession était docteur.
Auparavant, le centre de Thénia dans le Col des Béni Aïcha était rattaché à la commune de Boudouaou (alors nommée Alma), dépendant de la préfecture d'Alger, avant qu'il n'en soit détaché pour être érigé en commune de plein exercice, sous le nom de Béni Aïcha.
Cette commune de Béni Aïcha comprenait 3 sections, la section chef-lieu composée du village de Thénia et du territoire environnant dit "Col des Béni-Aïcha", la section annexe de Souk El Haad composée du village et du territoire de ce nom, et la section annexe de Tidjelabine (Bellefontaine) composée du village et du territoire en dépendant qui s'étendait s'étendra jusqu'à la rive droite de l'Oued Corso.
|              | Chef-lieu  | Annexe 1     | Annexe 2      |
| Nom colonial | Béni Aïcha | Souk El Haad | Bellefontaine |
| Nom algérien | Thénia     | Souk El Had  | Tidjelabine   |

Et c'est le 2 janvier 1877 qu'un autre décret est venu porter que la commune du Col des Béni Aïcha prendrait désormais le nom de Ménerville.
À l'indépendance de l'Algérie le 5 juillet 1962, la commune de Thénia ne prit officiellement son nouveau nom en remplacement du nom colonial Ménerville qu'en 1965 en application du décret 65-246 du 30 septembre 1965 stipulant le changement de nom des communes algériennes portant des noms coloniaux.
Mais en 1963, les communes environnantes de Thénia avaient été dissoutes et rattachées au chef-lieu de la commune de Thénia en application du décret 63-189 du 16 mai 1963 qui était le premier texte officiel de l'état algérien qui réorganise les communes issues de la colonisation française.
Cette première réorganisation du territoire algérien en 1963 avait réduit le nombre de communes de 1 485 à 631, et les ordonnances 63-421 du 28 octobre 1963, 63-466 du 2 décembre 1963 et 64-54 du 31 janvier 1964 ont modifié légèrement le nombre de communes.
Le décret 65-246 du 30 septembre 1965 à son tour porte le nombre de communes algériennes à 676.
|                            | Chef-lieu  | Annexe 1     | Annexe 2      | Annexe 3    | Annexe 4 | Annexe 5    |
| Noms coloniaux             | Ménerville | Souk El Haad | Bellefontaine | Félix Faure | Courbet  | Rocher Noir |
| Noms algériens             | Thénia     | Souk El Had  | Tidjelabine   | Si Mustapha | Zemmouri | Boumerdès   |
| Code postal de 1962 à 1984 | 16000      | 16000        | 16000         | 16000       | 16000    | 16000       |
| Code postal de 1984 à 2008 | 35470      | 35480        | 35490         | 35270       | 35260    | 35000       |
| Code postal après 2008     | 35005      | 35020        | 35021         | 35028       | 35012    | 35000       |

### Daïra de Thénia
|                            | Chef-lieu  | Commune 1    | Commune 2   | Commune 3 |
| Noms coloniaux             | Ménerville | Souk El Haad | Béni Amrane | Ammal     |
| Noms algériens             | Thénia     | Souk El Had  | Béni Amrane | Ammal     |
| Code postal de 1962 à 1984 | 16000      | 16000        | 10000       | 10000     |
| Code postal de 1984 à 2008 | 35470      | 35480        | 35425       | 35450     |
| Code postal après 2008     | 35005      | 35020        | 35006       | 35031     |

### Maires de Thénia
L'actuelle commune de Thénia est un centre de colonisation européenne créé au col des Béni Aïcha par décret du 2 janvier 1877, et qui a pris le nom de Ménerville en mémoire du magistrat Charles-Louis Pinson de Ménerville (1808-1876).
En juillet 1860, Thénia a vu l'arrivée de Paul Just, originaire d’Embrun (Hautes-Alpes), titulaire d’une concession agricole. Avec son arrivée, les quelques colons présents sont encouragés à la construction de maisons en bois, d’où l’appellation de « Village en bois » par les autres colons.
En effet, de 1860 à 1870, d’anciens soldats qui avaient fait venir leurs familles, s’installèrent dans les parages de Thénia. Ils tinrent dans des gourbis, construits aux abords des camps et des bivouacs, des débits de comestibles vins et liqueurs. Ainsi, Paul Just fut aussi autorisé à établir une auberge en plus de sa concession agricole.
Thénia devint ainsi un relais de diligences entre la ville d'Alger et la Kabylie, et des commerces s'ouvrirent comme le fameux café Bagur.
Une chapelle en bois fut vite construite, et la renommée distillerie Tachet prit naissance.
Malgré cette effervescence d'activité des nouveaux colons, le village européen de Thénia a vécu une évolution lente, où les habitants vivaient du maigre produit des terres et de l’arrêt des voyageurs à la halte de la diligence.
Ce n'est qu'en 1873 que les jésuites y fondèrent et y construisirent la paroisse Saint-Léon, qui n'était qu'un baraquement en bois.
Le dernier secrétaire de mairie à Thénia avant l'indépendance de l'Algérie s'appelait Daniel Albano.

#### Maires de Thénia de 1874 à 1962
En 1874, Thénia vit l'élection de son premier maire Antoine Lestourgy (Lestourgie, Lesturgie) aux élections municipales du 22 novembre 1874 et après être devenue une commune de plein exercice en date du 30 novembre 1874.
La municipalité de Thénia était alors administrée par 1 maire et 3 adjoints.
Les membres de la municipalité de Thénia étaient alors Antoine Lestourgy (Lestourgie, Lesturgie) comme maire, Paul Just comme adjoint de la section du chef-lieu Thénia, François Gateau comme adjoint de la section de Bellefontaine (Tidjelabine), et Camille Girod comme adjoint de la section de Souk El Had (Souk El Haad).
|                 | Chef-lieu                                 | Chef-lieu            | Annexe 1                   | Annexe 2                    |
| Nom de la ville | Béni Aïcha (Thénia)                       | Béni Aïcha (Thénia)  | Souk El Haad (Souk El Had) | Bellefontaine (Tidjelabine) |
| Membre          | Antoine Lestourgy (Lestourgie, Lesturgie) | Paul Just            | Camille Girod              | François Gateau             |
| Fonction        | Maire                                     | Adjoint de chef-lieu | Adjoint d'annexe           | Adjoint d'annexe            |

Antoine Lestourgy (Lestourgie, Lesturgie) mourut en 1878. Son adjoint Paul Just fut élu maire à son tour aux élections des 6 et 13 janvier 1878.
La reconstruction du village de Thénia prit un nouvel élan sur le même site du col des Béni Aïcha grâce aux colons européens en place, principalement des Alsaciens et Lorrains arrivés après la bataille de Sedan.
Paul Just entreprit en 1880 une donation de terrains à la compagnie des chemins de fer pour la construction de la gare sur la ligne reliant Alger à Tizi-Ouzou et à Constantine. Ce don fit prendre un essor décisif à la petite ville de Thénia. Ainsi, l'ancienne halte des diligences devint celle des trains à vapeur, des écuries et des petits hôtels-restaurants.
Paul Just ne se représentant pas aux élections municipales du 9 janvier 1881, il est remplacé par Louis Lecerf à la mairie. Durant le mandat de Louis Lecerf, en 1883, un hôpital en planches est construit à Thénia.
Aux élections municipales du 4 mai 1884, Gabriel Fages succède à Louis Lecerf comme quatrième maire de Thénia. Sous son mandat, le 1er janvier 1887, a lieu l'ouverture au trafic de la ligne du chemin de fer venant d'El Harrach (ancienne maison carrée) pour s'étendre jusqu'à la Grande Kabylie, d'une part, et jusqu'au Constantinois, d'autre part.
Grâce au chemin de fer, Thénia bénéficia de la construction de commerces, de l'afflux de fonctionnaires cheminots et de l'arrivée de familles métropolitaines françaises qui vinrent peupler le village.
Thénia connut ainsi une intense activité économique sous l’administration de ses quatre premiers maires.
Paul Just fut élu une deuxième fois maire lors des élections municipales du 6 mai 1888, et œuvra pour la poursuite du développement de Thénia jusqu'en 1892.
Gabriel Fages revint à la mairie de Thénia lors des élections municipales du 1er mai 1892. Avec ce sixième maire, Thénia devint une agglomération importante avec la création d’un dépôt des chemins de fer, d’un atelier de réparation de locomotives, d'une rotonde de 20 voies. Dès lors, Thénia fut le seul dépôt des chemins de fer entre Alger et Constantine.
Gabriel Fages fut maintenu à son poste lors des élections municipales du 3 mai 1896, du 14 mars 1897, du 6 mai 1900, du 30 juin 1901 et du 1er mai 1904. Il administra donc la ville de 1892 à 1907.
Paul Just mourut en 1906, lui qui était venu s’installer quelque 80 ans plus tôt au col des Béni Aïcha et qui avait tant contribué à l’évolution de Thénia.
Le septième maire de Thénia est alors Joseph Patton, élu lors des élections municipales du 13 octobre 1907. Il est remplacé à partir de 1910 par Philippe Jalabert, comme intérimaire pour un huitième mandat communal s'étalant jusqu'en 1912.
Aux élections municipales du 5 mai 1912, Thénia vit l'arrivée de César Boniface. Celui-ci resta maire jusqu'en 1935, battant ainsi le record de longévité à la tête de la mairie de Thénia : il fut réélu lors des élections municipales du 30 novembre 1919, du 5 décembre 1920, du 3 mai 1925 et du 5 mai 1929.
La loi Loucheur du 13 juillet 1928 permit aux habitants européens de construire de jolies villas qui embellirent la ville. En hommage à l'énergique second maire Paul Just, une cité de la ville prit alors son nom.
Après César Boniface, Thénia élut maire son ancien adjoint, le pharmacien d'origine corse Jérôme Zévaco : celui-ci prit ses fonctions en 1935 pour les achever avec le déclenchement de la Seconde Guerre mondiale en 1939.
De 1940 à 1945, Thénia fut administrée par son onzième maire, nommé de Sulauze. À la fin de la guerre, Jérôme Zévaco fut réélu maire. Il le resta douze ans, jusqu'en 1957, et vit entretemps le déclenchement de la Guerre d'Algérie.
Jérôme Zévaco réussit « contre vents et marées » à conserver le Dépôt des machines ferroviaires à Thénia, déjouant ainsi les intentions de la direction des Chemins de fer algériens (CFA) de regrouper les ateliers au grand dépôt d’Alger.
Après le congrès de la Soummam et les événements qui s'ensuivirent, une délégation collégiale communale spéciale fut créée en 1958, avec Jacques Ducournau comme administrateur aidé par Henri Pérochon, faisant office de treizième maire pour gérer temporairement les affaires de la mairie de Thénia.
C’est Henri Siegwald, descendant d’une des premières familles alsaciennes arrivées en Algérie, qui prit en main en 1958 la mairie de Thénia en tant que quatorzième maire jusqu’à l’indépendance de l'Algérie, le 5 juillet 1962.
De ce fait, trois cités composaient alors Thénia à l'indépendance de l'Algérie : la Cité Just, la Cité Morla et la Cité Siegwald.
Liste des maires de Thénia avant l'indépendance de l'Algérie le 5 juillet 1962 :
|     | Prénoms et noms                           | Début du mandat      | Fin du mandat        |
| 1er | Antoine Lestourgy (Lestourgie, Lesturgie) | 22 novembre 1874     | 6 et 13 janvier 1878 |
| 2e  | Paul Just                                 | 6 et 13 janvier 1878 | 9 janvier 1881       |
| 3e  | Louis Lecerf                              | 9 janvier 1881       | 4 mai 1884           |
| 4e  | Gabriel Fages                             | 4 mai 1884           | 6 mai 1888           |
| 5e  | Paul Just                                 | 6 mai 1888           | 1er mai 1892         |
| 6e  | Gabriel Fages                             | 1er mai 1892         | 13 octobre 1907      |
| 7e  | Joseph Patton                             | 13 octobre 1907      | 1910                 |
| 8e  | Philippe Jalabert                         | 1910                 | 5 mai 1912           |
| 9e  | César Boniface                            | 5 mai 1912           | 1935                 |
| 10e | Jérôme Zévaco                             | 1935                 | 1939                 |
| 11e | de Sulauze                                | 1940                 | 1945                 |
| 12e | Jérôme Zévaco                             | 1945                 | 1957                 |
| 13e | Jacques Ducournau et Henri Pérochon       | 1957                 | 1958                 |
| 14e | Henri Siegwald                            | 1958                 | 1962                 |

#### Maires de Thénia après 1962
Dès que les accords d'Évian furent entérinés, le passage de consigne entre le dernier maire français de Thénia, Henri Siegwald, et son premier maire algérien, Hocine Djennadi, commença.
Mais avant ce passage de consigne, une délégation administrative devait préparer le référendum d'autodétermination de l'Algérie au niveau de Thénia du 19 mars 1962 jusqu'au 3 juillet 1962.
Cette délégation était présidée conjointement par Hocine Djennadi en tant que maire de la communauté algérienne et Henri Pérochon en tant que maire de la communauté européenne, secondés par les deux membres Hocine Redjouan et Dahmane Derriche.
Au lendemain de la proclamation de l'indépendance de l'Algérie, le préfet d'Alger, Nadir Kassab, signa le 6 août 1962 l'ordre de dissolution du conseil municipal de Ménerville.
Cette même délégation spéciale fut alors reconduite à Ménerville pour gérer les affaires courantes de la commune en prévision de l'organisation des premières élections municipales algériennes.
Cette délégation spéciale était présidée cette fois-ci par Henri Pérochon en tant que maire européen et Hocine Redjouani en tant que maire algérien, ainsi que des deux membres Hocine Djennadi et Ahmed Rahmoune.
Hocine Djennadi, originaire de Larbaâ Nath Irathen, assuma les fonctions de premier magistrat de la commune de Thénia à partir du jour de la proclamation de l'indépendance de l'Algérie le 3 juillet 1962. Son mandat transitoire se poursuivit quelques mois, jusqu'à l'année 1963.
En effet, le décret 63-189 du 16 mai 1963 vint réorganiser les communes issues de la colonisation française. De ce fait, Moussa Ambar, originaire du village de Mahrane, au sud-ouest du centre-ville, fut désigné comme second maire de Thénia jusqu'en 1967.
Entre-temps, la commune de Thénia prit officiellement son nouveau nom en remplacement du nom colonial Ménerville en 1965 en application du décret 65-246 du 30 septembre 1965 stipulant le changement de nom des communes algériennes portant des noms coloniaux.
L'ordonnance 67-24 du 18 janvier 1967 est alors venue créer le code communal qui organise la commune algérienne, dont Thénia.
Des élections municipales suivirent la promulgation de cette ordonnance.
Lors de ces premières élections locales du 5 février 1967, la municipalité de Thénia élisit Boualem Ifri, originaire du village de Soumâa (Thala Oufella) au sud-est du centre-ville, comme troisième maire succédant à Moussa Ambar.
Le premier mandat communal de Boualem Ifri se poursuivit jusqu'en 1974 qui vit la publication de l'ordonnance 74-69 du 2 juillet 1974 réorganisant le territoire algérien. Boualem Ifri se représenta lors des élections locales du 2 juillet 1974, et fut réélu quatrième maire après l'indépendance algérienne.
Néanmoins, ce second mandat fut écourté lorsqu'il fut élu le 25 février 1977 à l'Assemblée populaire nationale (APN) (voir Élections législatives algériennes de 1977).
Son adjoint Amar Arrar, originaire aussi du village de Soumâa (Thala Oufella), prit sa relève comme maire intérimaire, jusqu'en 1982.
Amar Arrar, poursuivit normalement son mandat jusqu'aux élections municipales du 5 mars 1982, où il fut élu comme sixième maire. Il poursuivit son deuxième mandat jusqu'en 1987 et fut réélu aux élections locales du 26 février 1987. Il resta maire jusqu'aux premières élections locales pluralistes, en 1990.
Le huitième maire de Thénia, élu le 12 juin 1990, fut Ali Adjani qui poursuivit son mandat jusqu'au 29 mars 1992.
Une délégation exécutive communale (DEC) collégiale est venue succéder à Ali Adjani en faisant office de neuvième maire de Thénia. Cette DEC collégiale prit ses fonctions dès la dissolution de l'assemblée populaire communale (APC) de Thénia à la suite du décret du 29 mars 1992 ; elle était composée d'Ali Ahmed Nacer, Abdelmadjid Rahmoune et Mohamed Seghir Bouchatal. Ali Ahmed Nacer est originaire de Mansourah et Abdelmadjid Rahmoune du village de Soumâa (Thala Oufella) au sud-est du centre-ville de Thénia.
Deux ans plus tard, à la fin de l'année 1994, Ali Ahmed Nacer et Abdelmadjid Rahmoune démissionnèrent de cette DEC collégiale : Mohamed Seghir Bouchatal, originaire du village de Soumâa (Thala Oufella) au sud-est du centre-ville, assuma seul les fonctions de dixième maire de Thénia jusqu'à la fin de l'année 1996.
À partir de la fin de l'année 1996, un dernier délégué exécutif communal, originaire de la commune de Beni Amrane, Noureddine Mekhazni, fut désigné par l'administration pour gérer les affaires de la commune de Thénia. Il assuma ses fonctions jusqu'aux élections municipales du 23 octobre 1997, où Ahmed Bendou, originaire du village Bendou au nord-est du centre-ville, fut élu maire de Thénia.
Lors des élections municipales du 10 octobre 2002, il fut remplacé par Saïd Halouane, originaire du village Ouled Ali au nord du centre-ville. Saïd Halouane fut réélu pour un second mandat le 29 novembre 2007.
Le 29 novembre 2012, Thénia a réélu Ahmed Bendou comme maire jusqu'en 2017.
Liste des maires de Thénia après l'indépendance de l'Algérie le 5 juillet 1962 :
|                                | Prénom et nom                                                         | Début du Mandat     | Fin du Mandat       |
| Référendum d'autodétermination | Hocine Djennadi, Henri Pérochon, Hocine Redjouani et Dahmane Derriche | 19 mars 1962        | 6 août 1962         |
| Délégation communale spéciale  | Henri Pérochon, Hocine Redjouani, Hocine Djennadi et Ahmed Rahmoune   | 6 août 1962         | 20 septembre 1962   |
| 1er                            | Hocine Djennadi                                                       | 20 septembre 1962   | 16 mai 1963         |
| 2e                             | Moussa Ambar                                                          | 16 mai 1963         | 5 février 1967      |
| 3e                             | Boualem Ifri                                                          | 5 février 1967      | 2 juillet 1974      |
| 4e                             | Boualem Ifri                                                          | 2 juillet 1974      | 25 février 1977     |
| 5e                             | Amar Arrar                                                            | 25 février 1977     | 5 mars 1982         |
| 6e                             | Amar Arrar                                                            | 5 mars 1982         | 26 février 1987     |
| 7e                             | Amar Arrar                                                            | 26 février 1987     | 12 juin 1990        |
| 8e                             | Ali Adjani                                                            | 12 juin 1990        | 29 mars 1992        |
| 9e                             | Ali Ahmed Nacer, Abdelmadjid Rahmoune et Mohamed Seghir Bouchatal     | 29 mars 1992        | Fin de l'année 1994 |
| 10e                            | Mohamed Seghir Bouchatal                                              | Fin de l'année 1994 | Fin de l'année 1996 |
| 11e                            | Noureddine Mekhazni                                                   | Fin de l'année 1996 | 23 octobre 1997     |
| 12e                            | Ahmed Bendou                                                          | 23 octobre 1997     | 10 octobre 2002     |
| 13e                            | Saïd Halouane                                                         | 10 octobre 2002     | 29 novembre 2007    |
| 14e                            | Saïd Halouane                                                         | 29 novembre 2007    | 29 novembre 2012    |
| 15e                            | Ahmed Bendou                                                          | 29 novembre 2012    | 2017                |

## Séismes et tremblements de terre
Les Annales historiques ont mentionné le séisme de janvier 1867 et tremblement de terre d'Alger de 1716 qui gomma la ville et s'étendit à toute la région.
L'après-midi du mercredi 21 mai 2003 à 19 h44, l'épicentre de ce tremblement de terre était situé au nord-est de Thénia selon le Centre de recherche en astronomie, astrophysique et géophysique (CRAAG), qui a évalué la magnitude du séisme d'abord à 5,2 sur l'échelle ouverte de Richter, avant de la réviser à la hausse, à 6.
Selon l'United States Geological Survey, qui assure une couverture mondiale des mouvements tectoniques, les premières secousses avaient atteint une force de 6,7 sur l'échelle de Richter.
L’épicentre a été localisé dans la zone côtière de Zemmouri à environ 80 kilomètres à l’est de la capitale Alger et, d’après les estimations scientifiques, se situait à une latitude de 36,89 degrés nord et à une longitude de 3,78 degrés est, l’hypocentre ayant été localisé à une profondeur d’environ 10 km.
Les villes de la Wilaya de Boumerdès ont été les plus touchées par la secousse. Pour la wilaya d’Alger, c’est Reghaïa, avec notamment l’effondrement du fameux immeuble numéro 10, qui a été la plus touchée. 19 744 infrastructures publiques et privées notamment, des immeubles d’habitation, des mosquées, des établissements scolaires, universitaires et sanitaires, des maisons individuelles, des ponts ont été complètement détruits dans la seule Wilaya de Boumerdès qui a déploré 1 391 morts et plus de 10 000 blessés.
Ce séisme a donc fait 2 278 morts dans les wilayas environnantes, Alger, Blida et Tizi Ouzou, plus 10 000 blessés et 15 000 sans-abri. À Boumerdès seulement, les blessés avaient atteint le nombre de 3 442. La wilaya avait été déclarée sinistrée pour faire face aux affres de l’après-séisme.

## Calédoniens originaires de Thénia
La révolte des Mokrani de 1871 avait débordé  sur le Col des Béni-Aïcha où est implantée l'actuelle Thénia.
Après l'étouffement complet de cette insurrection du cheikh El Mokrani, les arrêtés de séquestre des terres des insurgés ont été promulgués.
Si des insurgés ont alors été condamnés à la peine de mort ou aux travaux forcés à perpétuité, d'autres ont écopé d'une déportation simple en Nouvelle-Calédonie après avoir été faits prisonniers au fort Quélern, puis transportés par le navire La Loire à son bord trente-quatre déportés politiques algériens via le neuvième convoi ayant pris départ le 5 juin 1874 du port de Brest et arrivé au port de Nouméa le 16 octobre 1874.
Les prisonniers natifs de Thénia des Béni-Aïcha ont été enregistrés sous des numéros d'ordre avant leur embarquement vers la Nouvelle-Calédonie.
On peut citer parmi ces déportés le Marabout (Cheikh) des Béni-Aïcha âgé à l'époque de 56 ans, dont le nom était Mohamed ben Hamou, adjoint du numéro d'ordre: 1301.